# Colom de Sri Lanka
El colom de Sri Lanka (Columba torringtoniae) és una espècie d'ocell de la família dels colúmbids (Columbidae) que habita zones boscoses als turons de Sri Lanka.